# ویلی الکساندر
ویلی الکساندر (انگلیسی: Willie Alexander؛ زادهٔ ۱۳ ژانویهٔ ۱۹۴۳) یک موسیقی‌دان اهل ایالات متحده آمریکا است. 